# ジェラルド・ペレイラ・デ・マットス・フィーリョ
マザロッピ（Mazarópi）ことジェラルド・ペレイラ・デ・マットス・フィーリョ（Geraldo Pereira de Matos Filho、1953年1月27日 - ）は、ブラジル・ミナスジェライス州出身のサッカー選手、サッカー指導者。

## 経歴
1983年にはグレミオでコパ・リベルタドーレスに優勝し、さらにインターコンチネンタルカップにも勝ってクラブ世界一のタイトル獲得に貢献した。
引退後はGKコーチとして古巣グレミオやJリーグクラブで指導にあたり、1999年には名古屋グランパスエイトで2試合のみ監督代行も務めた。

## 所属クラブ
- 1974年 - 1978年  CRヴァスコ・ダ・ガマ
- 1979年  コリチーバFC
- 1980年 - 1983年  ヴァスコ・ダ・ガマ
- 1983年  グレミオFBPA
- 1984年  ヴァスコ・ダ・ガマ
- 1984年  クルーベ・ナウチコ・カピバリベ
- 1985年 - 1990年  グレミオFBPA
- 1991年  フィゲイレンセFC
- 1992年  グアラニーFC（ポルトガル語版）

## 指導歴
- 1992年 - 1995年  グレミオFBPA (GKコーチ)
- 1996年 - 1998年  横浜フリューゲルス (GKコーチ)
- 1999年 - 2001年8月  名古屋グランパスエイト (GKコーチ、監督代行(1999))
- 2001年8月 - 2002年  川崎フロンターレ (GKコーチ)[1]
- 2003年  コンサドーレ札幌 (GKコーチ)
- 2005年  GEサプカイエンセ（ポルトガル語版）
- 2007年  ヴィリェナEC（ポルトガル語版）
- 2007年 - 2008年  ECグアラニ（ポルトガル語版）
- 2008年 - 2009年  SERサント・アンジェロ（ポルトガル語版）
- 2010年  FCサンタクルス

※ 特筆なき限り、役職は監督

## タイトル

### 選手時代
ヴァスコ・ダ・ガマ
- カンピオナート・カリオカ：1977、1982
- カンピオナート・ブラジレイロ・セリエA：1974

コリチーバ
- カンピオナート・パラナエンセ：1979

ナウチコ
- カンピオナート・ペルナンブカーノ：1984

グレミオ
- カンピオナート・ガウショ：1985、1986、1987、1988、1989、1990
- コパ・リベルタドーレス：1983
- インターコンチネンタルカップ：1983
- コパ・ド・ブラジル：1989